# Сокол (Богородский район)
Соко́л — деревня в Богородском районе Нижегородской области. Входит в состав Дуденевского сельсовета. Население 150 (2010) человек

## Общая физико-географическая характеристика
Географическое положение
Деревня расположена на высокой горе, что обеспечивает довольно широкий обзор стоящего на противоположном берегу города Дзержинска. По автомобильным дорогам расстояние до областного центра города Нижнего Новгорода составляет 52 км, до районного центра города Богородска — 13 км. Абсолютная высота 163  метра над уровнем моря.
Часовой пояс
Сокол, как и вся Нижегородская область, находится в часовой зоне МСК (московское время). Смещение применяемого времени относительно UTC составляет +3:00.

## История
Первое упоминание деревни относится к 1599 году 
"НИЖЕГОРОДСКАЯ ДОЗОРНАЯ КНИГА 1588"
"Лета 7107-го июля в 13 день по государеве цареве и великого князя Бориса Федорвича всеа Русии  грамоте и по наказу воеводы князя Федора Ондреевича Звенигородского, да государя царя и великого князя Бориса Федоровича всеа Русии дьяка Василья Панова, велели ехати сыну боярскому Миките Твердилову в Нижегоротцкой уезд в Березопольский стан в Невежино да в Григорьево да в Пракшино Тишенковых, да во вдовино в Татьянино Сулешевы жены Тишенковы поместье. И Микита Твердилов в том их поместье в их жеребьях по выписи книг доделил и старого его Невежина поместья в его оклад во 175 четвертей отделено в селце Хабарском да в деревне Трестьянке, да в деревне в Соколе на его Невежин жеребий дворов крестьянских:"

Старожилы вспоминают, что изначально деревня стояла в другом месте, ближе к лесу, где была полностью сожжена. Причиной пожара был поджег, а причиной поджега конфликт с жителями деревни Растяпино. Что это был за конфликт никто не помнит. 
Жители деревни стали искать новое место и обнаружили на вершине холма место, где расло много ветл. Это место и выбрано было под деревню, так как рядом была вода. 
Первые дома, по расказам жителей, начинались в Старом конце, около базарной дороги. Сегодня это дома улицы Героя Самохвалова.  
За базарной дорогой стояла сторожка лесника. 
По другой версии, которая не совпадает с летописями своё название деревня получила во времена Екатерины II из-за многочисленных хозяйств по разведению охотничьих соколов. В «Списке населенных мест» Нижегородской губернии по данным за 1859 год значится как владельческая деревня при реке Оке в 28 верстах от Горбатова. Относилась ко второму стану Горбатовского уезда. В деревне насчитывалось 35 дворов и проживало 305 человек (147 мужчин и 158 женщин). В настоящее время в деревне насчитывается около 200 домов.

## Население
| 1999 | 2002 | 2010 |
| ---- | ---- | ---- |
| 204  | ↘191 | ↘150 |

Национальный состав
Согласно результатам переписи 2002 года, в национальной структуре населения русские составляли  100% из 191 человека.